# I quattro sensi della Scrittura
I quattro sensi della Scrittura sono un metodo di interpretazione che distingue quattro tipi o livelli di lettura nella Bibbia. Questo principio dal quadruplice significato, nato all'interno dell'Ebraismo, fu ripreso dai Padri della Chiesa cristiani e si sviluppò poi nel Medioevo. Caduto parzialmente in disuso nell’età moderna, conobbe un rinnovato interesse nel XX secolo.
Nella tradizione ebraica, questa forma di ermeneutica biblica prevede la distinzione di quattro significati nei testi biblici: letterale, allusivo, omiletico e mistico. La tradizione cristiana definisce questi quattro livelli in questi termini: letterale, allegorico, tropologico (o morale) e anagogico.

## Origini giudaiche e greche
Filone di Alessandria (20 a.C.-45 d.C.) è un ebreo ellenizzato noto per aver realizzato una lettura allegorica della Bibbia. Secondo Fozio di Costantinopoli, Filone sarebbe all'origine dell'interpretazione allegorica della Bibbia adottata dai cristiani.
Gli studiosi dibattono sul fatto che l’ermeneutica dei significati sia un portato del Giudaismo ovvero un influsso successivo del Cristianesimo sull’Ebraismo. Gershom Scholem, uno dei massimi studiosi della Kabbalah, si orientò verso un'influenza cristiana.
Tuttavia, già nella tradizione giudaica, esistono quattro livelli di interpretazione della Torah:
- il PShat: significato letterale o ovvio;
- il Remez: significato allusivo (letteralmente: allusione);
- il Drash: significato omiletico e metaforico;
- il Sod: significato mistico (segreto).

I quattro metodi di esegesi biblici sono riassunti dall'acronimo PaRDeS. Il Midrash si adotta i metodi remez e drash'. Rashi usava spesso i quattro sensi nei suoi commenti.
Il significato mistico o segreto (sod) è l'oggetto più in particolare degli studi cabalistici. La Cabala cristiana fu soppressa nel Medioevo perché vista come una fonte di occultismo esoterico.

### Trasmissione al Cristianesimo
Nel III secolo, il teologo Origene, allievo della scuola di Alessandria, formulò il principio dei tre significati della Scrittura (letterale, morale e spirituale) dal metodo interpretativo ebraico (midrash) usato da Paolo di Tarso nell'Epistola ai Galati, al capitolo 4.
Questa forma di ermeneutica serviva per interpretare la Bibbia durante la preghiera, come indicava Origene nel 238 in una lettera al suo discepolo Gregorio il Taumaturgo, che si preparava a partire per una missione evangelizzatrice. Lo esorta alla lectio divina: «dedicati alla lettura delle divine Scritture. Applicati a questo con perseveranza...Dedicandoti così alla lectio divina, cerca con rettitudine e fiducia incrollabile in Dio il senso delle divine Scritture, che in essa sono contenute in abbondanza».
Origene usa generalmente tre significati nei suoi commenti alla Scrittura (letterale, morale e mistico), che corrispondono alla tricotomia umana "corpo, anima e spirito" (De principiis, IV, 11), sebbene segua spesso l'ordine corpo- spirito-anima, quindi corrispondente alla sequenza letterale-mistico-morale. Ad esempio, rispetto a Esodo 1,7, che afferma «Giuseppe morì (...) ei figli d'Israele crebbero e si moltiplicarono»:
- il significato letterale (carnale, storico) è: Giuseppe morì, poi i fedeli divennero una grande moltitudine;
- il significato mistico (spirituale, allegorico) è: Giuseppe annuncia Gesù, morto perché la Chiesa si diffonda sulla Terra;
- il senso morale (che edifica le anime) è: la morte di Cristo si riproduce nell'anima di ogni cristiano di cui prolifera la fede (Omelie sull'Esodo, I, 4).

Nel IV secolo, il teologo Agostino d'Ippona sviluppò questa dottrina che divenne dei quattro significati della Scrittura.
Nel V secolo, Giovanni Cassiano, citato da Karlfried Froehkich nel The Oxford Companion to the Bible, sistematizzò la dottrina dei quattro sensi. Nel suo XIV sermone (§ 8) afferma: «le quattro figure saranno unite, affinché la stessa Gerusalemme possa assumere quattro diversi significati: in senso storico, sarà la città degli Ebrei; in senso allegorico, la Chiesa di Cristo; in senso tropologico, l'anima umana”; in senso anagogico, la città celeste, 'che è nostra madre per tutti'».
Nella concezione dei Padri della Chiesa, le definizioni di allegoria e tropologia erano simili, fino al Medioevo quando la Chiesa fece una distinzione più netta tra il senso spirituale allegorico, il senso morale tropologico e gli stili interpretativi.
Di origine patristica e diffuso in tutto il Medioevo furono le distinctiones, interpretazioni dei passi biblici alla luce dei 4 sensi della Sacra Scrittura (letterale, allegorico, anagogico e tropologico), che tuttavia spesso assumevano anche 10-12 accezioni diverse per uno stesso termine, derivate da metafore, dalla retorica, da riflessioni personali dell'autore o dalla moralizzazione dei bestiari e collezioni di propeitates rerum.
All’inizio dell'VIII secolo Beda il Venerabile declina esplicitamente i "quattro livelli di significato delle Scritture": narrativo, allegorico (dogmi e misteri della fede), tropologico (morale, omiletico) e anagogico (spirituale, celeste).
Nel XII secolo Bernardo di Chiaravalle utilizzò il metodo dei quattro sensi nei suoi Sermoni sul Cantico dei Cantici.
Nel XIII secolo, secondo Henri de Lubac, Agostino di Dacia riassumeva in un distico l'ermeneutica sistematizzata in Tommaso d'Aquino: Littera gesta docet, quid credas allegoria, / moralis quid agas, quo tendas anagogia (la lettera insegna i fatti, l'allegoria ciò che devi credere, la morale ciò che devi fare, l'anagogia ciò a cui devi tendere).
Il principio dei quattro sensi fu ripreso da san Girolamo, Agostino, Beda il Venerabile, Scoto Eriugena, Ugo di San Vittore e Riccardo di San Vittore, Alano di Lilla, Bonaventura da Bagnoregio, Tommaso d'Aquino Tommaso d'Aquino non presenta una serie di quattro sensi, ma una dualità, la lettera e lo spirito; lo spirito si divide in allegoria, tropologia, anagogia (Summa Theologiae, I, qu. I, art. 10). Secondo tale articolo, «tutti i significati della Sacra Scrittura trovano il loro sostegno nel significato letterale».
Questo principio si sviluppò particolarmente durante il Rinascimento del XII secolo, con l'introduzione della filosofia di Aristotele in Occidente, la nascita della teologia scolastica (Abelardo, Ugo di san Vittore) e la nascita delle università. Fu nel XII secolo che la dottrina dei quattro sensi della Scrittura, che sostiene un'interpretazione plurale del testo della Bibbia, raggiunse il suo apice.

### Praticamente abbandonato nei tempi moderni
Dopo un periodo (dal 1515 al 1516) in cui fece uso personale della teoria dei quattro sensi, Lutero abbandonò i tradizionali quattro sensi nel 1519.
Melantone decostruì il metodo. La Riforma protestante abbandonerà l metodo dei quattro significati a favore della sola interpretazione letterale.
In ambito cattolico, il metodo è attestato ancora nel XVII secolo con l’esegesi di Cornelio a Lapide e nel distico di Agostino di Dacia, come ripreso dal Menochio. A cavallo fra il XIX e il XX secolo, il sistema cade in disuso.

### Rinnovato interesse nel XX secolo
I papi Leone XIII e pio XII pubblicarono encicliche sugli studi biblici.
Nella sua ‘’Providentissimus Deus’’ Leone XIII mise in guardia contro un'interpretazione esclusivamente letterale sottolineando l'importanza del significato allegorico.:
(’’Providentissiumus Deus’’, PARTE II ORDINAMENTO ATTUALE DEGLI STUDI BIBLICI, Scrittura e santi padri)
La Divino Afflante Spiritu di Pio XII insiste sull'ispirazione divina delle Scritture, autorizzando il metodo storico-critico e distinguendo il significato letterale dal “significato spirituale”:
(Divino Afflante Spiritu, § 2 - L'INTERPRETAZIONE DEI LIBRI SACRI)
Nel 1992 il Catechismo della Chiesa Cattolica (§ da 115 a 119) fa riferimento al principio dei quattro sensi, che corrisponde alla Lectio divina.
La teologia evangelica moderata, comparsa negli anni ’40 negli Stati Uniti I teologi moderati hanno assunto posizioni di rilievo all’interno degli istituti teologici evangelici, mentre posizioni teologiche moderate sono state adottate nelle chiese evangeliche.
Dopo l'opera di Henri de Lubac sull'esegesi medievale, la teoria dei quattro sensi sembra rinascere tra i teologi contemporanei. Scrive Urs von Balthasar nel 1970:
(Urs von Balthasar, 1970)

## Sensi spirituali e virtù teologali
Henri de Lubac stabilì una corrispondenza biunivoca fra i tre sensi spirituali e le tre virtù teologali, dove:
- l'allegoria è il significato della fede;
- la tropologia è il significato della carità;
- l'anagogia è il senso della speranza, che è rivolta al futuro.

## In letteratura
La scrittura allegorica fu praticata per la prima volta dal poeta latino Prudenzio (348-410) nelle sue ‘’Psychomachie’’ ("Combattimento dell'anima")..
Conradus Hirschauensis (1070-1150) nel suo Dialogus super auctores evoca una quadruplice interpretazione, valida in primis per il testo sacro, ma applicabile anche alla letteratura profana.
Poi, per tutto il Medioevo, la letteratura cercò di adattarsi alle tecniche ermeneutiche. La letteratura allegorica si sviluppò particolarmente nel XIII secolo
Nel secondo trattato del suo Convivio, Dante espone la dottrina dei quattro sensi e invita il lettore a cercarli nel testo della Divina Commedia.

## Collocazione nella Storia Sacra
Secondo il sacerdote, medico e teologo Pascal Ide, i quattro sensi si possono associare ad altrettanti luoghi della Storia Sacra e trascendentali. L’associazione è illustrata con l’esempio del Tempio di Gerusalemme:
| I quattro sensi della Scrittura | Senso letterale                                  | Senso allegorico                           | Senso tropologico o morale                    | Senso anagogico o escatologico                      |
| ------------------------------- | ------------------------------------------------ | ------------------------------------------ | --------------------------------------------- | --------------------------------------------------- |
| Definizione                     | Eventi storici da riconoscere                    | Il significato cristologico per credere    | Il senso pratico al quale adeguarsi           | Il significato ultimo in cui sperare                |
| Exemple du Temple               | Il mosaico del tempio che si trova a Gerusalemme | Il tempio di Cristo che è il Corpo di Gesù | Il tempio mistico che è il cuore del credente | Il tempio escatologico che è la Gerusalemme celeste |
| La Storia Sacra                 | Tempi dell'Antico Testamento                     | Tempi del Nuovo Testamento                 | Tempo della Chiesa                            | La fine del tempo e dell'eternità                   |
| I trascendentali                | Il bello                                         | La verità                                  | Il bene                                       | L'unità                                             |